# Zhu Yufu
Zhu Yufu, né le 13 février 1953 à Hangzhou dans la province du Zhejiang en Chine, est un dissident politique chinois.
En 1998, il a été un des fondateurs du Parti démocrate chinois (DPC). À la suite de l'interdiction de ce parti, Zhu Yufu est arrêté, en juin 1999 à Hangzhou avec trois autres militants du Parti démocrate chinois. Il est libéré le 14 février 2006.
En mars 2011, il est condamné cette fois-ci  à 7 ans de prison pour avoir écrit un poème.
Courant décembre 2011, le dissident, Chen Xi, a aussi été condamné par un tribunal chinois à dix ans de prison pour subversion. Ces peines sont les plus lourdes prononcées pour des raisons politiques depuis la condamnation, de Liu Xiaobo.